# Schlacht von Long Island
Lexington und Concord – Boston – Bunker Hill – Long Island – Kips Bay – Harlem Heights – Pell’s Point – Mamaroneck – White Plains – Fort Washington – Iron Works Hill – Trenton – Assunpink Creek – Princeton – Millstone
Die Schlacht von Long Island war ein Gefecht zwischen der britischen und der Kontinentalarmee während des Amerikanischen Unabhängigkeitskrieges. Sie fand am 27. August 1776 im heutigen Prospect Park in Brooklyn statt. In der ersten großen Schlacht seit Beginn des Krieges besiegten die Briten General George Washington und eroberten den strategisch wichtigen Hafen von New York.

## Hintergrund
Durch die Erfahrungen in den Kämpfen von Lexington und Concord, Bunker Hill und Boston wurde den Briten klar, dass die Rebellion nicht bloß mit einer Machtdemonstration zu beenden war. In London ging die Regierung davon aus, dass Neuengland das Zentrum der Rebellion sei. Dennoch war man sich sicher, dass es in den Kolonien genug Männer gab, die weiterhin loyal zu England standen. Dementsprechend wurde ein Plan entwickelt, um eine Armee auszuheben und die Aufständischen zu überwältigen.
Der Plan sah vor, mit der Hauptstreitmacht von Boston nach New York zu marschieren. Dort sollten sich Einheiten aus Halifax, South Carolina, Irland sowie England und Söldner aus Hessen mit ihnen vereinigen. Von dort aus sollten sie die Kolonien am Hudson River durch die Besetzung von New York teilen. Gleichzeitig sollten Truppen aus Kanada über den Hudson nach Connecticut und Massachusetts eindringen und somit die Rebellen in New England isolieren und vernichten. Obwohl sowohl in der britischen Armee als auch in der Regierung der Wunsch nach einer Verhandlungslösung stark ausgeprägt war, überwog letztlich die Meinung, die Kontinentalarmee in einer einzigen Entscheidungsschlacht zu vernichten und damit den Krieg und die Rebellion zu beenden.

## Auftakt

### Verteidigungsanlagen
In Erwartung eines Angriffs auf Long Island hatte George Washington Truppen nach New York beordert. Bereits im Februar hatte Washington General Charles Lee in die Stadt entsandt, um die Verteidigung zu organisieren. Lee sah sich mit mehreren Problemen konfrontiert. Zum einen musste er sich um die vielen Loyalisten in der Stadt kümmern, zum anderen war das Stadtgebiet umgeben von tiefem Wasser, was eine Verteidigung gegen die Royal Navy fast unmöglich machte. Um die Loyalisten unter Kontrolle zu halten, gab Lee den Befehl, führende Köpfe unter ihnen zu verhaften und die Stadtteile der Loyalisten von bewaffneten Einwohnern aufseiten der Rebellen zu bewachen. Da die Verteidigung der gesamten Stadt nicht möglich schien, beabsichtigte Lee, ein Verteidigungssystem zu errichten, das zumindest verhindern sollte, dass der Feind dauerhaft Fuß fassen konnte. Nach diesem Plan erforderte die Uferlinie des East River die größte Aufmerksamkeit, da es hier möglich schien, den britischen Angriffen auf die Stadt den besten Widerstand zu leisten.

Um den Feind von der Verbindung zwischen dem Sund und dem Fluss abzuschneiden, musste erstens der Durchgang am Hell Gate durch ein Fort am Horn’s Hook, am unteren Ende der achtundachtzigsten Straße, sowie durch Werke auf der gegenüberliegenden Seite am heutigen Hallet’s Point blockiert werden. Anschließend wurden auf beiden Seiten des Flusses an der Mündung in den Hafen, wo die Stadt am stärksten exponiert war, Batterien aufgestellt. Auf der New Yorker Seite befand sich an der Kreuzung von Catherine und Cherry Street eine Batterie (Waterbury’s Battery). Zur Deckung des Feuers wurde direkt darüber eine Schanze (Badlam’s Redoubt) errichtet. Ein Stück weiter unten wurde unterhalb der Wall Street eine weitere Batterie (Coenties Battery) aufgestellt. Zusammen mit einem Teil der Grand Battery und Fort George umfassten diese drei Anlagen alle Werke auf Long Island. Am gegenüberliegenden Ufer in Brooklyn Heights wurden weitere Werke errichtet. Lee hielt den Besitz und die Sicherheit von Brooklyn für wichtiger als Manhattan. Um sie zu halten, schlug er vor, eine Kette von Redouten zu errichten, die sich gegenseitig stützten.

Alle Straßen, die vom Wasser heraufführten, wurden verbarrikadiert. Auf den Hügeln Jones’, Bayard’s und Lispenard’s nördlich der Stadt sollten Forts errichtet werden, um den Landzugang aus dieser Richtung zu sichern. Auf der gesamten Insel bis King’s Bridge wurden an verteidigungsfähigen Punkten Redouten, Redans und Flesches errichtet. Nachdem Washington am 13. April in New York angekommen war, vollendete und erweiterte er die Befestigungsanlagen von General Lee. Im Juni beschloss Washington, den Norden Manhattans durch den Bau einer Zitadelle zu befestigen, die bald Fort Washington genannt wurde. Außerdem befahl er den Bau eines weiteren Forts auf dem Kamm der Hudson Palisades gegenüber von Fort Washington.

### Ankunft der Briten
Zwischen dem 25. und 26. Juni trafen die Greyhound mit William Howe an Bord und drei weitere große Schiffe vor Sandy Hook ein und ankerten an derselben Stelle. Am 3. Juli trafen dort 130 weitere Schiffe ein. Es wurden Vorbereitungen getroffen, um sie an der Küste von Long Island in der Nähe der Narrows anzulanden. Als man jedoch erfuhr, dass die Amerikaner auf einem nicht weit entfernten Hügelrücken postiert waren, schiffte Howe seine Truppen gegenüber auf Staten Island aus und schlug dort ein Lager auf, um auf die Ankunft seines Bruders Admiral Richard Howe mit Verstärkung aus England zu warten. Mit der Ankunft von Admiral Howe am 12. Juli war die britische Flotte auf fast 300 Transport- und Kriegsschiffe angewachsen. Am 1. August erreichte General Henry Clinton mit weiteren Kriegsschiffen und 3.000 Soldaten New York. Bis zum 12. August erreichten die Briten eine Stärke von 24.000 Mann

Am Morgen des 22. August begann General Howe mit der Anlandung seiner Truppen. Während die Greyhound, die Phoenix und die Rose mit ihren Kanonen die Landung deckten, erreichte ein 4.000 Mann starkes Vorauskommando unter General Clinton und Cornwallis die Küste von Gravesend. Nach der erfolgreichen Landung wurde Cornwallis abkommandiert, um das Dorf Flatbush zu besetzen. Colonel Edward Hands Schützen waren an der Küste stationiert, leisteten aber keinen Widerstand gegen die Landung. Stattdessen hielt er sich dicht an der Front des Feindes, marschierte einen Teil des Weges neben ihnen, vermied aber einen offenen Kampf auf dem Feld mit der Übermacht. Gegen Mittag hatten weitere 11.000 Mann nach Long Island übergesetzt. Als Washington die Nachricht erhielt, dass etwa 8.000 britische Soldaten auf Long Island gelandet waren, hielt er dies für eine Täuschung und ging davon aus, dass sich der größere Teil der Briten noch auf den Transportern befand, um in Kingsbridge zu landen und auf New York vorzustoßen. Washington unterschätzte die Größe der britischen Streitkräfte und schickte nur sechs Regimenter zur Verstärkung von General Sullivan auf Long Island.

General Sullivan ließ seine Männer in Erwartung eines Angriffs am nächsten Morgen angekleidet und mit ihren Musketen bewaffnet schlafen gehen. Die Briten unternahmen jedoch keinerlei Bemühungen, weiter vorzudringen. Es kam lediglich zu einzelnen Geplänkeln, die sich bis zum 24. August hinzogen. Washington war sich immer noch unsicher über die wahren Absichten des Feindes. Er hatte immer noch den Verdacht, dass die Anlandung bei Gravesend ein Täuschungsmanöver sein könnte. Die Ankunft von Brigadegeneral Samuel Parsons ermöglichte es ihm jedoch, Sullivan vier weitere Regimenter als Verstärkung zu schicken. Gleichzeitig wurde Sullivan durch Israel Putnam ersetzt.
Auf Long Island befanden sich nun die gesamten Brigaden von Brigadegeneral John Nixon und Brigadegeneral Nathaniel Heard, mit Ausnahme von zwei Regimentern auf Governor’s Island, der größte Teil der Brigaden von Stirling und Parson sowie die Hälfte der Brigaden von John Morin Scott und James Wadsworth. Am 25. August erhielt Putnam Anweisungen von Washington. Er wurde angehalten, eine angemessene Verteidigungslinie um sein Lager und seine Werke auf dem vorteilhaftesten Gelände zu bilden. Die Wälder in der Umgebung sollten gut bewacht werden und falls nötig durch Verhaue gesichert werden, um dem Feind das Vorankommen so schwer wie möglich zu machen. Die Miliz sollte die inneren Linien besetzen, während die stärksten Einheiten unter allen Umständen verhindern sollten, dass der Feind die Wälder durchquert und sich den Werken nähert. Am 26. August traf der Rest von Stirlings Brigade ein: das 1. Delaware-Regiment unter Oberst John Haslet, das 1. Maryland-Regiment unter Oberst William Smallwood, die Pennsylvania-Schützen von Oberstleutnant Kachlein, zwei oder drei unabhängige Kompanien aus Maryland und hundert Mann des 20. Kontinentalregiments unter Oberstleutnant Thomas Knowlton. Damit war die Truppe auf Long Island in der Nacht zum 27. August auf insgesamt etwa siebentausend einsatzbereite Männer angewachsen.

## Die Schlacht

### Nachtmarsch
Am Vorabend der Schlacht wurden die amerikanischen Verteidigungsanlagen wie folgt aufgestellt. General Parson hatte den Oberbefehl auf den Gowanus Heights. Stirling befand sich auf der rechten Seite, wozu die Gowanus Road und der Martense Lane Pass gehörten, während Sullivan auf der linken Seite und in der Mitte mit den Pässen Bedford und Flatbush stand.

General Clinton hatte jedoch bei einer Aufklärungsmission von einem weiteren Pass erfahren, mit dem sich der linke Flügel umgehen und so die Amerikaner bei Gowanus Heights umfassen ließen. Der Plan sah vor, dass die 4. Brigade unter Generalmajor James Grant von den Narrows aus und Generalleutnant Philipp von Heister entlang des Flatbush-Passes auf die amerikanischen Linien marschieren sollten. Gleichzeitig würde General Clinton auf dem Jamaica Pass die linke Flanke umgehen und so den Amerikanern in den Rücken fallen. Am Abend des 26. August um 20 Uhr setzte sich General Clinton mit einem Vorauskommando von 4.000 Mann in Bewegung. Gegen 2 Uhr morgens hatte Clinton Howard’s House erreicht. Clinton schickte eine Patrouille aus, um zu sehen, ob es besetzt war, und erfuhr, dass nur fünf Männer den Pass bewachten. Clinton nahm diese Männer schnell gefangen. Zwei Stunden nach der Einnahme des Passes traf General Howe mit weiteren 6.000 Mann ein. Um 8:30 Uhr hatten die Briten den Pass durchquert und das Dorf Bedford erreicht, wo die Soldaten sich ausruhen konnten.

### Täuschungsangriff
In der Nacht war Generalmajor Grant gemäß dem britischen Plan mit 5.000 Mann von Denyse’s Ferry die Gowanus Road hinauf in Richtung Martense Lane Pass gezogen. Um 23 Uhr hatten sie das Red Lion Inn erreicht. Grant beobachtete die amerikanische Stellung dort die nächsten drei Stunden. Um 2 Uhr morgens schickte Grant 300 Männer in den Pass, um die Amerikaner zu vertreiben. Bevor ihr Kommandant Major James Burd jedoch gefangen genommen wurde, schickte er Boten an Putnam, um ihn über den britischen Angriff zu informieren.
Sobald Putnam über die Situation unterrichtet war, entsandte er Lord Stirling, um den Vormarsch der Briten zu stoppen. Oberst Atlee wurde mit seinem Musketierbataillon aus Pennsylvania bis zum Kamm des Hügels geschickt, auf den die Briten vorrücken würden. Dieser Hügel war Teil eines Bergrückens zwischen den amerikanischen Linien und Red Lion, der fast bis zum Ufer der New York Bay reichte. Um den Vormarsch Grants aufzuhalten und Zeit für die Aufstellung der Truppen zu gewinnen, platzierte Atlee seine Soldaten auf der Seite des Haupthügels. Von dieser überlegenen Position aus konnte er das Feuer auf die britischen Kolonnen eröffnen, die von den Gipfeln in der Nähe des Passes in die Niederungen vorstießen. Atlee hatte gerade seine Position erreicht, als Grant angriff. Stirling schickte ihm zwei weitere Kompanien zur Unterstützung. Die Briten unternahmen zwei erfolglose Angriffe auf Atlee, der kurz darauf einen Gegenangriff startete, aber ebenfalls zurückgeschlagen wurde.

### Hauptangriff
Gegen 9 Uhr hatten sich das britische Zentrum und die linke Seite in zwei Linien für einen Vorstoß auf Sullivan und Stirling formiert. Beide Seiten lieferten sich ein fast zwei Stunden langes Gefecht mit schweren Verlusten auf beiden Seiten. Um 11 Uhr gab Stirling Befehl zum Rückzug. Während Atlee sich den Briten ergab, versuchte Parson sich über die Flatbush Road nach Hell Gate zurückzuziehen. Kurz darauf sah sich Stirling mit Cornwallis konfrontiert, der auf die Straße von Upper Mill nach Flatbush vorrückte. Als er die Gefahr erkannte, befahl er seinen Truppen, den einzig verbliebenen Fluchtweg zu nehmen und sich über den Gowanus Creek nach Red Hook zu retten. Um seinen Rückzug zu sichern, griff Stirling mit 400 Mann des 1. Maryland-Infanterieregiments Cornwallis an, der bereits das Haus von Cortelyou besetzt hatte und seine Position mit ständig wachsenden Truppen aufrecht hielt. Da ihm der Fluchtweg versperrt war und General Grant sich rasch näherte, ergab er sich schließlich dem von Prospect Hill kommenden von Heister.

### Rückzug
Um 2 Uhr nachmittags ordnete General Howe die Einstellung der Kämpfe an. Anstelle eines direkten Frontalangriffs auf die verschanzten amerikanischen Stellungen hatte Howe beschlossen, sie zu belagern. Von der Spitze des Cobble Hill aus beobachtete Washington den Rückzug von Stirling. In dem Bewusstsein, dass er sich der gesamten Streitmacht der Briten gegenübersah, beorderte er weitere Truppen nach Brooklyn Heights, um seine Verluste zu ersetzen und die Linien zu verstärken. Während die Briten begannen, Gräben auszuheben und sich langsam den amerikanischen Verteidigungslinien näherten, sah Washington seine einzige Chance, die Vernichtung seiner Armee zu verhindern, im Rückzug nach Manhattan. Am Nachmittag des 29. August hielt Washington einen Kriegsrat ab. Einstimmig beschlossen seine Generäle, ihre Truppen über den East River nach Manhattan zurückzuziehen, bevor die Royal Navy ihnen den einzigen Rückzugsweg abschneiden konnte.
Zum Transport sämtlicher Truppen standen in Brooklyn nur wenige Boote zur Verfügung. Washington entsandte daher Boten an General Heath und General Hugh Hughes mit dem Befehl, alle ihnen zur Verfügung stehenden Boote nach Long Island zu schicken. Am Abend des 29. standen die Truppen in ihren Lagern und an den Linien bereit, um unverzüglich loszumarschieren. Beim Einbruch der Dunkelheit begann der Rückzug. Abgesehen von einem Zwischenfall, bei dem einige der Deckungstruppen Befehle verwechselten, verlief die gesamte Aktion ohne jegliche Hindernisse. Um 7 Uhr hatten sämtliche Truppen unter dichtem Nebel den East River nach New York überquert.

## Nachwirkungen
George Washington und der Kontinentalkongress entschieden sich für die Verteidigung von New York City aufgrund möglicher politischer Auswirkungen und nicht aufgrund einer militärischen Strategie. Damit verstießen sie gegen das, was Clausewitz als den höchsten Akt des Urteils bezeichnete, den ein politischer und militärischer Akteur vollziehen müsse: Insbesondere müssen die Führer die Art des Krieges festlegen, in den sie sich begeben, und dürfen ihn nicht verwechseln oder versuchen, ihn zu etwas anderem zu machen. Bei dieser Entscheidung wurde die Tatsache ignoriert, dass die Vernichtung der Kontinentalarmee die verheerendsten Folgen für die amerikanische Sache der Unabhängigkeit haben würde, die den Verlust einer einzigen Stadt in den Kolonien bei weitem übertreffen würden. In der Erwartung, die britische Armee zu einem weiteren Bunker Hill verleiten zu können, führten Washington und seine Generäle eine undisziplinierte und unerfahrene Armee gegen ein gut ausgebildetes britisches Expeditionskorps. Als Folge verlor die Kontinentalarmee ihre Stellung in New York und verbrachte den Rest des Jahres mit einem verzweifelten Überlebenskampf.
Bis zum Beginn des Amerikanischen Bürgerkrieges war der Kampf um Long Island die größte Schlacht, die jemals in Nordamerika geschlagen wurde, und das Ergebnis hinterließ auf beiden Seiten einen tiefen Eindruck. Die Nachricht vom Sieg löste in England einen Freudensturm aus. In vielen Städten wurden die Glocken geläutet, Kanonen abgefeuert oder Kerzen in die Fenster gestellt. In Tory-Kreisen betrachtete man den amerikanischen Krieg als praktisch beendet und einige begannen, von neuen Plänen für eine Kolonialregierung zu sprechen.
In Amerika lösten die Niederlage und der anschließende Rückzug überall Alarm und große Enttäuschung aus. Aus Paris schrieb Silas Deane an den Kongress: Das Fehlen von Instruktionen, und Nachrichten, zusammen mit dem späten Rückzug von Long Island, hat unsere Hoffnung auf ein Minimum gesenkt. Nathanael Greene sprach von der Panik im Land. Gleichzeitig wurden aber auch viele Stimmen laut, die der Hoffnungslosigkeit entgegenwirkten. General Parsons schrieb: Ich denke, nicht, dass die Prüfung dieses Tages alles andere als entmutigend war, sondern dass sich unsere Männer im Allgemeinen mit Entschlossenheit verhalten haben. Josiah Bartlett sandte eine Nachricht nach New Hampshire, in der er die Hoffnung äußerte, dass dieses Ereignis unsere Generäle bei ihren künftigen Operationen nur vorsichtiger machen würde. Wir haben eine Schlacht und eine kleine Insel verloren, sagte Benjamin Rush einige Tage später in einer der Sitzungen, aber wir haben keinen Staat verloren.

## Verluste
Die ersten offiziellen Angaben zu den Verlusten stammen von Washington selbst. In einem Brief an den Kongress vom 31. August schätzt er seine Verluste auf 700 bis 1000 Gefallene und Gefangene. Der Bericht von William Howe hingegen ergab ein ganz anderes Bild. Entgegen Washingtons Schätzung von insgesamt höchstens 1000 eigenen Verlusten gab Howe an, dass er allein 1.006 Soldaten gefangen genommen hatte und darüber hinaus 91 Offiziere, darunter drei Generäle, drei Obersten, vier Oberstleutnants, drei Majore, 18 Hauptleute, 43 Leutnants, elf Fähnriche, ein Adjutant, drei Chirurgen und zwei Freiwillige. Insgesamt schätzte er, dass die Amerikaner an Gefallenen, Verwundeten und Ertrunkenen 2.200 Menschen mehr verloren. Auf Seiten der Briten meldete Howe 67 Gefallene, 293 Verwundete und 31 Vermisste oder Gefangene. Unter heutigen Historikern schwanken die Angaben zu den Verlusten. Clodfelter gibt die Zahl der Verluste mit 404 Toten und Verwundeten aufseiten der Briten und mit 312 Toten und 1.186 Gefangenen auf amerikanischer Seite an. Burg dagegen beziffert die amerikanischen Gefallenen auf 970 und die Gefangenen auf 1.079.